# Ormenis intricata
Ormenis intricata är en insektsart som först beskrevs av Walker 1858.  Ormenis intricata ingår i släktet Ormenis och familjen Flatidae. Inga underarter finns listade i Catalogue of Life.